# PGC 1518940
LEDA/PGC 1518940 ist eine riesige Galaxie im Sternbild Fische auf der Ekliptik. Sie ist schätzungsweise 2,5 Milliarden Lichtjahre von der Milchstraße und hat einen Durchmesser von etwa 300.000 Lichtjahren.
Im selben Himmelsareal befinden sich unter anderem die Galaxien PGC 3974, PGC 4058, PGC 90522, PGC 1516203.